# Föreningen för kvinnans politiska rösträtt i Falun

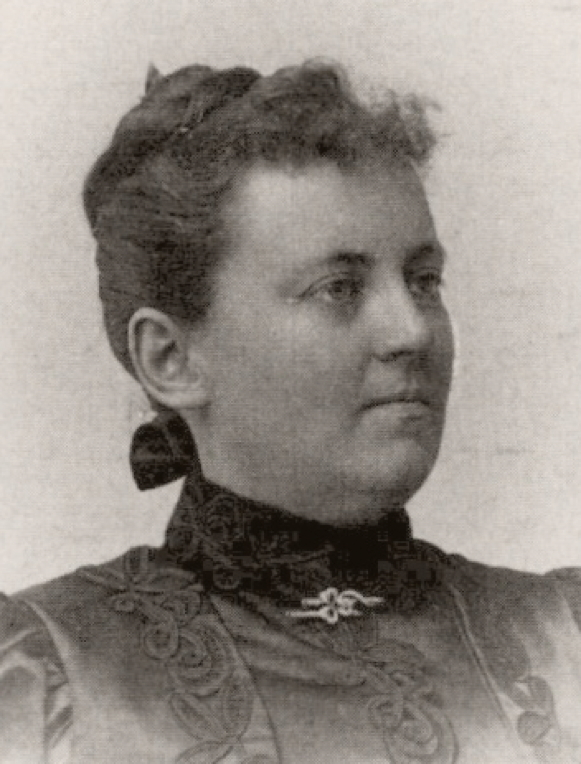
Valborg Olander.

Föreningen för kvinnans politiska rösträtt i Falun, även kallad Falunföreningen för kvinnans politiska rösträtt, var Faluns lokalförening inom Landsföreningen för kvinnans politiska rösträtt (LKPR). Föreningen bildades 11 december 1905 och var verksam lokalt i Falun för införandet av kvinnors rösträtt i Sverige.

## Historik
Bland aktiviteterna fanns föredrag, samkväm, insamling av medel och förhandlingar om samarbete med andra organisationer. 
År 1908 rapporterades: 
"Den socialpolitiska upplysningsverksamheten har bedrivits i form av samhällskurser, vilka voro tillgängliga endast för föreningsmedlemmar och räknade omkring 50 deltagare. 1909 är det föreningens avsikt att göra kurserna offentliga, och äro föredrag utlovade av bl. a. landshövdingen, borgmästaren och stadsfullmäktiges ordförande".

## Ordförande
- Valborg Olander, 1905–1919